# Barriera d'aria

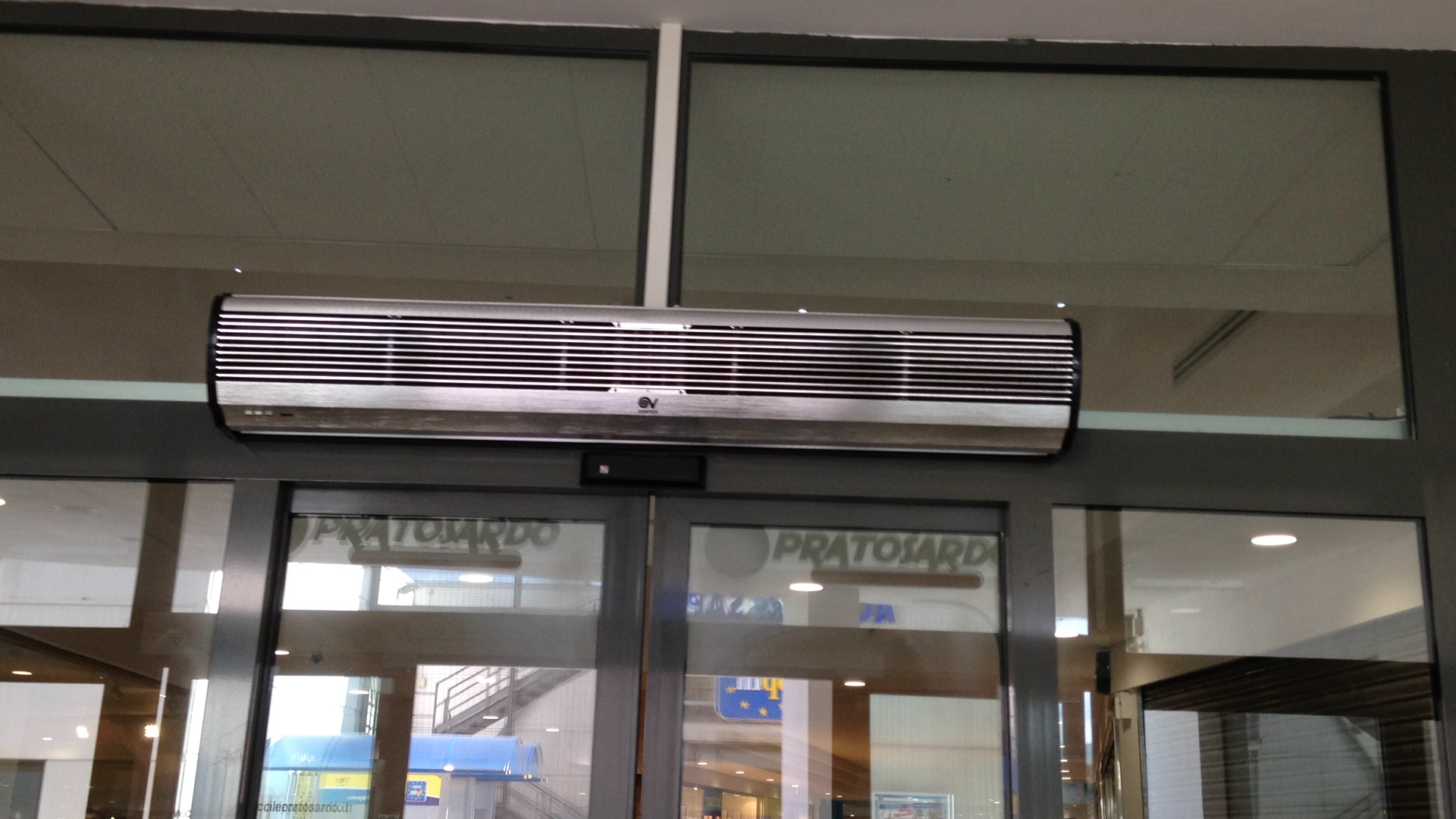
Una barriera d'aria

La barriera d'aria è un dispositivo elettrico tangenziale, che viene installato sopra una porta, in grado di agire come una barriera d'aria invisibile capace di separare l'ambiente interno da quello esterno evitando ingressi indesiderati di aria e/o altri odori dall'esterno, garantendo il fresco d'estate e il caldo d'inverno nei locali dove è presente un impianto di climatizzazione.

## Composizione e funzionamento
Il dispositivo viene installato sopra una porta di entrata e uscita di un locale qualsiasi ed è costituito da uno o più ventilatori centrifughi o assiali che girano a velocità elevata e che aspirano l'aria dall'alto e, a seconda del modello, anche frontalmente soffiandola poi verso il basso, formando così tra l'ambiente interno e quello esterno una barriera d'aria invisibile sulla porta che impedisce l'ingresso di aria e/o altri odori indesiderati dall'esterno, nonché di mantenere fresco l'ambiente interno in estate e caldo in inverno, evitando inoltre dispersioni termiche. il dispositivo include anche un tasto per regolare la velocità della ventola e, a seconda del modello, anche un telecomando per accendere, spegnere e regolare la velocità a distanza. Recenti modelli di porte automatiche, integrano la barriera d'aria (motore, ventole sono incorporati in alto assieme agli organi meccanici che muovono le ante della porta automatica, rendendoli invisibili), nella quale è visibile solo la presa d'aria che soffia l'aria verso in basso. Quest'ultimo sistema, essendo incorporato nella porta automatica, limita gli sprechi energetici, rispetto ad una barriera d'aria tradizionale, che in questo caso viene collegata diversamente.